# Gare de Micheroux
La gare de Micheroux est une ancienne gare ferroviaire belge de la ligne 38, de Chênée à Plombières située à Micheroux dans la commune de Soumagne, en Région wallonne dans la province de Liège.
Elle est désormais fermée et la ligne a été démontée, mais le bâtiment existe toujours, reconverti en restaurant et en habitation. Elle se trouve en réalité plus proche du centre de Soumagne que de Micheroux.

## Situation ferroviaire
La gare de Micheroux était située au point kilométrique 15,40 de la ligne 38, de Chênée à Plombières entre la halte du Hasard et celle de Melen.

## Histoire
Micheroux se trouve sur la première portion de la ligne 38, inaugurée entre Chênée et Micheroux le 15 juillet 1872.
La ligne 38 sera plus tard prolongée vers Herve et Battice, puis de Battice à Verviers (Ligne 38A), de Battice à Aubel et enfin d’Aubel à Plombières en 1895.
Elle possédait un bâtiment de gare et une halle à marchandises.
Après la Seconde Guerre mondiale, la ligne 38 subit le déclin des lignes secondaires. Le trafic des trains de voyageurs est d’abord supprimé entre Hombourg et Plombières, en 1952, et définitivement arrêté en 1957. Des trains de marchandises desservirent la ligne jusque 1986. Micheroux a possédé des installations pour les marchandises jusque 1984.
Après le démontage des voies, un RAVeL a été installé sur la ligne 38 entre Vaux-sous-Chèvremont et Plombières. Il est encore incomplet sur sa partie sud mais intégralement asphalté et équipé entre Vaux et Soumagne.
Le bâtiment de la gare de Micheroux a été reconverti en tea-room puis en restaurant de hamburgers. La place de la gare, qui comportait un large terrain vague est en cours de réaménagement avec la construction d’espaces publics et de plusieurs immeubles mais les travaux ont dû être arrêtés à la suite de la découverte d'un fort taux de métaux lourds dans les sols.

### Le bâtiment de la gare
Il s’agit d’un type de gare très proche des gares de plan type 1873 qui fut uniquement érigé sous cette forme sur la ligne 38 (respectivement à Fléron, Micheroux, Battice, Thimister et Froidthier).
Ces gares, dites, du plateau de Herve, reprennent la forme et les décorations caractéristiques des gares type 1873 de la première variante (larmiers, portes, fenêtres, agencement...). Mais le corps central est plus développé avec cinq travées (six à Battice qui ne possède pas d’ailes).
L'ouvrage, Architecture des gares en Belgique présume que ces gares du plateau de Herve possédaient initialement un corps central de trois travées et que les travées supplémentaires sont le résultat d’un agrandissement ultérieur. Toutefois, aucune photographie ne montre ces gares avec trois travées avant leur transformation.
En 1898, le bâtiment étant en mauvais état et insuffisant,des annexes sont bâties pour le chef de station et les tuiles de la toiture sont remplacés par du zinc.
Certains détails de ces gares se trouvent également sur deux gares plus petites de la ligne 38 à Beyne-Heusay et Vaux-sous-Chèvremont.
À Micheroux, le corps central comportait trois travées avec un écart important et un pilastre entre la troisième et la quatrième. Une aile de trois travées disposée à gauche (côté rue) servait de salle d’attente et une petite aile de service (une travée, toit plat) se trouvait à droite.
La toiture était en zinc (remplacée par des tuiles lors de la restauration de la gare).
Après sa fermeture, la gare de Micheroux est une des rares de la ligne à avoir échappé à la démolition. Celle de Thimister a également survécu mais les gares de Fléron et Froidthier ont quant à elles été démolies.
Lors de sa rénovation, de nouvelles ouvertures ont été réalisées au rez-de-chaussée et une large véranda en bois a été construite là où se trouvaient les anciens quais.